# Chandolas
Chandolas é uma comuna francesa na região administrativa de Auvérnia-Ródano-Alpes, no departamento de Ardèche. Estende-se por uma área de 11,63 km². Em 2010 a comuna tinha 513 habitantes (densidade: 44,1 hab./km²).